# Krista Tervo
Krista Tervo, född 15 november 1997 i Kotka, är en finländsk friidrottare som tävlar i släggkastning.

## Karriär
Vid juniorvärldsmästerskapen i friidrott 2016 placerade sig Tervo på en fjärde plats i släggkastning. Vid kvaltävlingen i OS 2024 kastade Tervo 74,79 meter, vilket var ett nytt finländskt rekord.